# Jesenný
Jesenný település Csehországban, Semilyi járásban. Jesenný Vlastiboř, Železný Brod, Zlatá Olešnice, Bozkov és Roztoky u Semil településekkel határos. Lakosainak száma 513 fő (2024. január 1.).

## Népesség
A település lakosságának változását az alábbi diagram mutatja:
| Lakosok száma | 1234 | 1207 | 1177 | 760  | 596  | 516  | 487  | 471  | 481  | 513  |
|               | 1869 | 1890 | 1921 | 1950 | 1980 | 2001 | 2017 | 2019 | 2022 | 2024 |